# Parafia św. Judy Tadeusza w Rzeszowie
Parafia św. Judy Tadeusza w Rzeszowie − parafia rzymskokatolicka znajdująca się w diecezji rzeszowskiej, dekanacie Rzeszów Południe. Erygowana w 1979 roku. 

## Historia
W 1976 roku decyzją bpa Ignacego Tokarczuka, z inicjatywy ks. Józefa Sondeja, proboszcza parafii Chrystusa Króla, na części tej parafii utworzono rektorat św. Judy Tadeusza. Obejmował on budowane nowe osiedle Gwardzistów – obecnie Kmity wraz z przyległymi domkami jednorodzinnymi. Ponieważ władze państwowe nie wyraziły zgody na budowę kościoła, zakupiono budynek gospodarczy na i zaadaptowano na tymczasową kaplicę, którą 5 września 1976 roku poświęcił bp Tadeusz Błaszkiewicz. 7 września 1976 roku milicja i SB zorganizowały nalot na kaplice, a władze państwowe zastosowały dotkliwe represje sądowe. W 1977 roku dobudowano sale katechetyczne i zakrystię. 
19 czerwca 1979 roku została erygowana parafia pw. św. Judy Tadeusza, a jej pierwszym proboszczem został ks. Stanisław Tomkowicz. W 1984 roku rozpoczęto budowę kościoła, plebanii, domu zakonnego i katechetycznego, według projektu arch. inż. Andrzeja Piątka i konstruktora inż. Mariana Dwornikowskiego. W 1990 roku bp Ignacy Tokarczuk poświęcił kościół dolny oraz obiekty towarzyszące. W 1992 roku bp Kazimierz Górny poświęcił kościół górny. 28 października 2001 roku odbyła się konsekracja kościoła, której dokonał bp Kazimierz Górny.

## Proboszczowie parafii
| Lata         | Proboszcz                     |
| ------------ | ----------------------------- |
| 1979−2009    | ks. prał. Stanisław Tomkowicz |
| 2009−2019    | ks. prał. Józef Stanowski     |
| 2019–obecnie | ks. kan. Marek Dzik           |